# آماندا بیکر
آماندا بیکر (انگلیسی: Amanda Baker؛ زادهٔ ۲۲ دسامبر ۱۹۷۹) یک هنرپیشه اهل ایالات متحده آمریکا است. وی از سال ۲۰۰۴ میلادی تاکنون مشغول فعالیت بوده‌است. 